# District de Gibi
Le district de Gibi est une subdivision du comté de Margibi au Liberia. 
Les autres districts du comté de Margibi sont :
- Le district de Firestone
- Le district de Kakata
- Le district de Mambah-Kaba